# Canton de Châtillon-sur-Indre
Le canton de Châtillon-sur-Indre est une ancienne division administrative française, située dans le département de l'Indre, en région Centre-Val de Loire.
À la suite du redécoupage cantonal de 2014, le canton a été supprimé en mars 2015, les communes dépendent désormais du canton de Buzançais.

## Géographie
Ce canton était organisé autour de la commune de Châtillon-sur-Indre, dans l'arrondissement de Châteauroux. Il se situait dans l'ouest du département.
Son altitude variait de 79 m (Fléré-la-Rivière et Saint-Cyran-du-Jambot) à 196 m (Palluau-sur-Indre).

## Histoire
Situé aux confins de la Touraine et du Berry, il a toujours eu un statut ambigu sous l'ancien régime : berrichon sur les plans fiscal et religieux, il restait tourangeau pour les questions judiciaires ou militaires.
Le canton fut créé le 15 février 1790. En 1801,, une modification est intervenue.
Il a été supprimé en mars 2015, à la suite du redécoupage cantonal de 2014.

## Représentation

### Conseillers généraux de 1833 à 2015
| Période                                  | Période          | Identité                                    | Étiquette    | Qualité |
| ---------------------------------------- | ---------------- | ------------------------------------------- | ------------ | --- |
| 1833                                     | 1835 (démission) | Robert Antoine Bertrand Lusseau (1771-1841) | ?            | Adjoint au maire de Châtillon-sur-Indre Avocat |
| 1835                                     | 1842             | Jean-Auguste Delaunay                       |              | Propriétaire, médecin à Châtillon-sur-Indre, conseiller d'arrondissement                                                                                                 |
| 1842                                     | 1848             | Comte Félix de Jouffroy-Gonsans (1791-1863) | ?            | Maire de Clion |
| 1848                                     | 1858             | Comte Eugène de Bryas                       | Bonapartiste | Député de l'Indre (1852-1858) Propriétaire à Tours |
| 1858                                     | 1871             | Joseph Nicéphas Juhel                       | ?            | Maire de Châtillon-sur-Indre Colonel du Génie |
| 1871                                     | 1880             | Philippe Robin de la Cotardière (1823-1900) | Droite       | Propriétaire du château de Chaillou à Châtillon-sur-Indre |
| 1880                                     | 1886             | Charles Prosper Piédoye                     | Républicain  | Sous-chef de bureau à la Direction des contributions directes Chef du secrétariat de Daniel Wilson Sous-secrétaire d'Etat aux Finances Propriétaire à Saint-Maur (Seine) |
| 1886                                     | 1892,            | Jacques Amédée Brun (1821-1892)             | Républicain  | Maire de Châtillon-sur-Indre Médecin |
| 1893                                     | 1919             | Jules Parise (1853-1942)                    | Républicain  | Directeur de l'école d'agriculture de Clion Maire de Clion |
| 1919                                     | 1932             | Henri Cosnier                               | Radical      | Député de l'Indre (1906-1919) Sénateur de l'Indre (1920-1932) Ingénieur agronome Propriétaire agricole                                                                   |
| 1932                                     | 1940             | Joseph Georges Ternier (1874-1952)          | Radical      | Maire de Palluau-sur-Indre Négociant en grains Suppléant du juge de paix à Châtillon-sur-Indre                                                                           |
|                                          |                  |                                             |              | |
| 1945                                     | 1951             | Jean Blanchard                              | SFIO         | ? |
| 1951                                     | 1976             | Guy Rochette (1911-1976)                    | CNIP         | Maire de Châtillon-sur-Indre (1959-1965 et 1971-1976) Pharmacien |
| janvier 1977                             | mars 1982        | René Tixier (1909-2001)                     | PS           | Adjoint puis Maire de Châtillon-sur-Indre (1977-1983) Enseignant |
| mars 1982                                | mars 2001        | Alfred Fréville (1920-2013)                 | PS puis DVG  | Maire de Châtillon-sur-Indre (1983-2001) Ingénieur divisionnaire de l'Équipement à la retraite                                                                           |
| mars 2001                                | mars 2015        | Williams Lauérière,                         | DVD          | Maire de Clion (2001-2020) Médecin |
| Les données manquantes sont à compléter. |                  |                                             |              | |

### Résultats électoraux
- Élections cantonales de 2001 : Williams Lauérière (Divers droite) est élu au 2e tour avec 63,73 % des suffrages exprimés, devant Jean-Claude Jousset (Divers gauche) (36,27 %). Le taux de participation est de 73,19 % (3 839 votants sur 5 245 inscrits)[11].
- Élections cantonales de 2008 : Williams Lauérière (Divers droite) est élu au 2e tour avec 55,65 % des suffrages exprimés, devant Jean-Claude André (PS) (44,35 %). Le taux de participation est de 73,64 % (3 666 votants sur 4 978 inscrits)[12].

### Conseillers d'arrondissement (de 1833 à 1940)
| Période                                  | Période | Identité                           | Étiquette | Qualité |
| ---------------------------------------- | ------- | ---------------------------------- | --------- | --- |
| 1833                                     | 1835    | Jean Auguste Delaunay              |           | Médecin à Châtillon-sur-Indre                                                                               |
| 1836                                     | 1848    | Louis Bégenne-Delaunay (1784-1863) |           | Propriétaire à Palluau-sur-Indre                                                                            |
|                                          |         |                                    |           | |
| av.1891                                  |         | Auguste Alexis Cosnier             |           | Adjoint au maire de Châtillon-sur-Indre, suppléant du juge de paix                                          |
|                                          |         |                                    |           | |
| 1895                                     |         | M. Leglos                          |           | |
|                                          |         |                                    |           | |
|                                          | 1931    | Jules Blanchard                    |           | Négociant à Clion                                                                                           |
| 1931                                     | 1940    | René Cluzeau                       | Rad.-USR  | Médecin, maire de Châtillon-sur-Indre                                                                       |
| 1940                                     |         |                                    |           | Les conseils d'arrondissement ont été suspendus par la loi du 12 octobre 1940 et n'ont jamais été réactivés |
| Les données manquantes sont à compléter. |         |                                    |           | |

## Composition
Le canton de Châtillon-sur-Indre, d'une superficie de 276,43 km2, était composé de dix communes.
- Arpheuilles
- Châtillon-sur-Indre
- Cléré-du-Bois
- Clion
- Fléré-la-Rivière
- Murs
- Palluau-sur-Indre
- Saint-Cyran-du-Jambot
- Saint-Médard
- Le Tranger

## Démographie

### Évolution démographique
| 1962  | 1968  | 1975  | 1982  | 1990  | 1999  | 2006  | 2012  | 2015  |
| ----- | ----- | ----- | ----- | ----- | ----- | ----- | ----- | ----- |
| 9 479 | 9 011 | 8 323 | 7 916 | 7 242 | 6 771 | 6 509 | 6 211 | 6 415 |

### Âge de la population
La pyramide des âges, à savoir la répartition par sexe et âge de la population, du canton de Châtillon-sur-Indre en 2009 ainsi que, comparativement, celle du département de l'Indre la même année sont représentées avec les graphiques ci-dessous.
La population du canton comporte 48,1 % d'hommes et 51,9 % de femmes. Elle présente en 2009 une structure par grands groupes d'âge plus âgée que celle de la France métropolitaine.
Il existe en effet 47 jeunes de moins de 20 ans pour cent personnes de plus de 60 ans, soit un indice de jeunesse de 0,47, alors que pour la France cet indice est de 1,06. L'indice de jeunesse du canton est également inférieur à celui  du département (0,67) et à celui de la région (0,95).
| Hommes | Classe d’âge | Femmes |
| ------ | ------------ | ------ |
| 0,8    | 90 ans ou +  | 2,8    |
| 14,6   | 75 à 89 ans  | 19,0   |
| 21,0   | 60 à 74 ans  | 20,1   |
| 22,5   | 45 à 59 ans  | 20,6   |
| 14,4   | 30 à 44 ans  | 13,6   |
| 12,5   | 15 à 29 ans  | 12,0   |
| 14,1   | 0 à 14 ans   | 11,9   |

| Hommes | Classe d’âge | Femmes |
| ------ | ------------ | ------ |
| 0,5    | 90 ans ou +  | 1,6    |
| 9,6    | 75 à 89 ans  | 13,8   |
| 17,0   | 60 à 74 ans  | 17,5   |
| 22,1   | 45 à 59 ans  | 20,6   |
| 19,2   | 30 à 44 ans  | 17,8   |
| 15,0   | 15 à 29 ans  | 13,6   |
| 16,6   | 0 à 14 ans   | 15,1   |